# Kosten-Belohnungs-Modell
Im Kosten-Belohnungs-Modell (englisch Cost-Reward Model), begründet vom Psychologenpaar Jane und Irving Piliavin, wird das Hilfeverhalten (Hilfeleistung oder Nichthelfen) von Beobachtern einer Notsituation mithilfe der Annahme von faktischen und kognitiven Kosten und Nutzen der jeweiligen Handlung erklärt.

## Modell des Hilfeverhaltens nach Piliavin et al.

### Impulsives Helfen
Das piliavinsche Modell bezieht sich auf das Verhalten in Notsituationen, also auf jene Situationen, in denen Entscheidungen schnell getroffen werden und die Gesundheit von Menschen in Gefahr ist. Dieses impulsive Helfen ist, im Gegensatz zum abwägenden Helfen, durch situative Bedingungen und Zeitdruck charakterisiert. Bei unmittelbarem Handlungsbedarf sind kognitive Abwicklungsprozesse nicht möglich, da die Zeit dazu nicht ausreicht. Nach Piliavin & Piliavin tritt impulsive Hilfe auf, wenn
- eine Notsituation dringlich ist und die Folgen vorhersehbar sind,
- eine Ähnlichkeit mit dem Opfer wahrgenommen wird,
- dem Opfer eine besondere Hilfsbedürftigkeit unterstellt wird,
- es eine Bekanntschaft oder frühere Interaktion mit dem Opfer gibt,
- die Aufmerksamkeit nach außen und nicht auf sich selbst gerichtet ist,
- der Helfer seiner Einschätzung nach wirksam handeln kann.[2]

### Kosten-Ansätze
Im Modell von Piliavin, Dovidio, Gaertner und Clark steht die Analyse der Kosten des Helfens und des Nichthelfens im Vordergrund. Dies umfasst materielle und immaterielle Kosten genauso wie alle antizipierten Konsequenzen der Nichthilfe wie z. B. Strafen für unterlassene Hilfeleistung oder psychische Kosten wie Schuldgefühle oder Bedrohung des Selbstbildes. Prosoziales Verhalten wird in einer Situation dann wahrscheinlich, wenn die mit diesem Verhalten verbundenen Kosten gering sind.

### Empathische Erregung als Kostenfaktor
Piliavin et al. nahmen an, dass bei Beobachtern einer Notsituation eine empathische Erregung (Überaktivierung) entsteht, und ordneten sie den Kostenfaktoren beim Hilfeverhalten zu. Da diese physiologische und emotionale Erregung als unangenehm empfunden wird, sind die Beobachter motiviert, sie möglichst schnell zu reduzieren und reagieren demgemäß. Je größer die durch die Notlage anderer erzeugte Erregung ist, desto unangenehmer wird sie durch den Beobachter erlebt, was ihn wiederum zum Handeln motiviert. Durch das Handeln verringert man seinen eigenen Erregungszustand. Da der Beobachter vor allem seine eigene Homöostase erhalten möchte, hilft er dem anderen entweder, um indirekt den eigenen unangenehmen körperlichen Zustand zu verändern (egoistische Motivation), oder deshalb, weil er sich empathisch in die Lage des anderen versetzt (altruistische Motivation). Im zweiten Fall wären die Empathie und der primäre Wunsch, dem anderen zu helfen, für die Hilfe verantwortlich. In beiden Fällen jedoch stellen die unangenehmen körperlichen Zustände einen Kostenfaktor dar, den es zu minimieren gilt.
In Batsons Empathie-Altruismus-Hypothese wird die Motivation auf Basis des Mitgefühls gesondert betrachtet.
Werden die Selbstbewertung (im Gegensatz zur Fremdbewertung) und die Einfühlung als die Faktoren angesehen, die altruistisch motivierte Hilfe begünstigen, fühlt man sich in seiner Entscheidung freier und kann sich leichter der Forderung nach Hilfe entziehen. Hilft man in solchen Situationen trotzdem, dann wahrscheinlich aufgrund der Einfühlung in den anderen, aufgrund persönlicher Normen, die als verpflichtend erlebt werden, und aufgrund attribuierter Verantwortlichkeit der eigenen Person.

### Voraussage des Hilfeverhaltens
Piliavin postulierte das jeweilige Hilfeverhalten, das aus hohen oder niedrigen Kosten der Hilfe und der Nichthilfe resultiert:
- hohe Kosten der Hilfe / niedrige Kosten der Nichthilfe: Verlassen der Situation, Ignorieren, Verleugnen
- hohe Kosten der Hilfe / hohe Kosten der Nichthilfe: Neudefinition der Situation, Abwehrmechanismen, Herabsetzung des Opfers, Diffusion der Verantwortung
- niedrige Kosten der Hilfe / hohe Kosten der Nichthilfe: direkte Intervention und Hilfeleistung
- niedrige Kosten der Hilfe / niedrige Kosten der Nichthilfe: keine direkte Voraussage möglich, situationsabhängig

## Mensch-in-Not-Experimente
Piliavin et al. führten eine Reihe von Experimenten durch, bei denen untersucht wurde, wie Beobachter auf einen Menschen in Not reagieren und unter welchen Bedingungen sie bereit sind, Hilfe zu leisten. In den Untersuchungen arrangierten die Psychologen fiktive Notsituationen, um herauszufinden, ob Fahrgäste der New Yorker U-Bahn einem Mitreisenden zu Hilfe kommen würden, der plötzlich zusammenbricht.

### Opfer mit Krücke vs. betrunkenes Opfer (1969)
Bei ihren Versuchen 1969 wählten die Experimentatoren Irving Piliavin, Judith Rodin und Jane Piliavin die New Yorker Eighth-Avenue-Schnellbahn zwischen der 59. und der 125. Straße; die Fahrt zwischen den beiden Stationen dauert ca. acht Minuten. Während einer der Assistenten im hinteren Teil eines der Wagen die Vorgänge unauffällig protokollierte, stand ein anderer – ein männlicher Student – im vorderen Teil. Etwa eine Minute nach Verlassen des Bahnhofs begann er zu torkeln und brach zusammen. Er hatte die Anweisung auf dem Rücken liegen zu bleiben, bis ihm jemand zu Hilfe käme. Falls der Zug die Haltestelle erreichen sollte, ohne dass ihm jemand geholfen hätte, sollte dies ein anderer Mitarbeiter tun. In jedem Fall sollte das Team an der Haltestelle aussteigen und das Verfahren im nächsten entgegenkommenden Zug wiederholen.
Das Experiment wurde in zwei Versionen durchgeführt. In der ersten trug der Student eine Krücke bei sich (geringe Kosten der Hilfe), bei der zweiten Version sollte das Opfer betrunken wirken (hohe Kosten der Hilfe). Bei diesen Versuchen übergoss er sich vorher mit stark riechendem Schnaps und trug eine braune Papiertüte, die deutlich erkennbar eine Flasche enthielt. Dem Opfer mit der Krücke wurde in 62 von 65 Fällen von mindestens einem Mitreisenden geholfen. Wie erwartet erhielt das betrunkene Opfer sehr viel seltener Hilfe, aber selbst ihm sprang in 19 von 38 Fällen jemand bei.

### Blut vs. kein Blut (1972)
Im Experiment von Piliavin & Piliavin 1972 stiegen gleichzeitig vier Mitglieder des Forschungsteams in einen U-Bahn-Wagen: zwei Beobachter, ein „programmierter“ Augenzeuge und ein Opfer. Die Fahrzeit zwischen zwei Stationen betrug etwa drei Minuten. Die beiden Beobachter und der Augenzeuge setzten sich auf einen Platz in der Mitte des Abteils. Nach Anfahren des Zuges ging das Opfer, ein männlicher Student, an einem Stock auf das Abteilende zu und fiel direkt vor dem programmierten Augenzeugen zu Boden. Variiert wurde die Art des Notfalls: In einer Versuchsbedingung stürzte das Opfer zu Boden (niedrige Kosten der Hilfe), in der zweiten kam zusätzlich Blut aus seinem Mund (hohe Kosten der Hilfe). Auch die Art des programmierten Zeugen wurde unterschiedlich gewählt: Er trug entweder die Kleidung eines Pfarrers (Rolle des verallgemeinerten Helfers), eines Arztes (Rolle des spezialisierten Helfers) oder einen normalen Anzug. Kam niemand dem Opfer zu Hilfe, bemühte sich der programmierte Augenzeuge um ihn. An der nächsten Station stiegen alle vier Forschungsmitglieder aus.
Von insgesamt 40 Versuchen entfielen je die Hälfte auf die Bedingungen „Blut“ und „kein Blut“ des Opfers. Der programmierte Augenzeuge trug in 13 Fällen die Kleidung eines Arztes, in 12 die eines Pfarrers und in 15 die eines normalen Passanten. Unter der „Blut“-Bedingung wurde seltener Hilfe geleistet (in vier Fällen keine Hilfe, dreimal indirekte Hilfe [Suche nach anderen], dreizehnmal direkt) und die Zahl der Helfenden war niedriger als in der anderen Bedingung. In der Situation ohne Blut wurde in 19 Fällen direkte Hilfe geleistet und einmal half niemand.
Die Art des programmierten Augenzeugen hatte zwar Auswirkungen auf die Reaktionszeit der Beobachter, einen signifikanten Unterschied zwischen den einzelnen „Programmierter Augenzeuge“-Bedingungen gab es aber nicht. Lediglich in der Versuchsbedingung „Blut“ + „Arzt“ erhöhte sich die Reaktionszeit um ein Vielfaches, d. h. die Zuschauer entledigten sich ihrer Verantwortung, weil eine Person anwesend war, von der man erwarten kann, dass sie ihrer Verpflichtung zur Hilfe nachkommt.

### Stigma vs. kein Stigma (1975)
Ähnliche Ergebnisse wurden in der Bedingung erzielt, in der das Opfer ein auffälliges Feuermal im Gesicht hatte. Dabei hatte das Opfer entweder eine stark geschminkte Gesichtshälfte (Stigma, das im Versuch deutlich zu sehen war) oder ein normales Aussehen. Ferner war ein Arzt (erkennbar durch seine äußere Erscheinung) anwesend oder nicht. Die Hilferate für das entstellte Opfer wurde durch die Anwesenheit des Arztes reduziert. War das Opfer dagegen nicht weiter gezeichnet, so spielte die Anwesenheit des Arztes keine Rolle für die Hilferate. Dieser Unterschied kann darauf zurückgeführt werden, dass das Feuermal im Gesicht der „Opfer“ die wahrgenommenen Kosten des Helfens für die Zeugen steigen ließ, da sie vermutlich einen Zusammenhang zwischen dem negativ bewerteten Merkmal (Stigma) und dem Kollaps sahen. In dessen Folge schoben sie die Verantwortung in der Notsituation von sich auf den Arzt und halfen weniger. Ansonsten ist ein Kollaps ein Notfall, der bewältigt werden kann, so dass Hilfe gewährt wird.
Die Ergebnisse der Experimente bestätigten die Annahme, dass, je höher die Kosten der Hilfe sind, desto weniger die Bereitschaft vorhanden ist, Hilfe zu leisten. Die Narbe im Gesicht oder das Blut hatten eine abstoßende Wirkung auf die Versuchspersonen, und obwohl sie sich dem Ernst der Situation bewusst waren, versuchten sie den direkten körperlichen Kontakt mit dem Opfer entweder zu verzögern oder ganz zu unterlassen. Die Kosten des direkten Kontaktes und damit der Hilfe waren offenbar sehr hoch eingeschätzt worden.

## Bystander-Effekt
Der Bystander-Effekt (auch Genovese-Syndrom) bezeichnet das Phänomen, dass Zeugen einer Notsituation lediglich zusehen, ohne einzugreifen oder Hilfe zu leisten. Die Bezeichnung Genovese-Syndrom leitet sich ab aus der Ermordung von Kitty Genovese im Jahr 1964, die zu etlichen sozialpsychologischen Studien über prosoziales Verhalten führte. 38 Nachbarn ignorierten mehr als eine halbe Stunde lang Kitty Genoveses Schreie, während sie niedergestochen und vergewaltigt wurde, ohne dass ihr jemand zu Hilfe kam.
Je mehr Umstehende (Bystander) bei einer Notsituation zugegen sind, desto unwahrscheinlicher oder langsamer erfolgt das Eingreifen Einzelner.
Die Hilfsbereitschaft kann gehemmt werden durch:
- pluralistische Ignoranz (pluralistic ignorance): Andere Herumstehende reagieren nicht, sodass geschlossen wird, es liege kein eigentlicher Notfall vor.
- Diffusion der Verantwortung (diffusion of responsibility): Die Verantwortung zu helfen verteilt sich gleichermaßen auf viele einzelne Personen, wodurch sich niemand persönlich gefordert fühlt, sondern die Verantwortung anderen Zeugen zuschreibt.
- Bewertungsangst (social apprehension): Die Personen vermeiden Hilfeleistung, weil sie befürchten, sich zu blamieren, wenn sie in einer Situation eingreifen, die für die betroffene Person gar nicht bedrohlich ist.

Dabei ist die Wahrscheinlichkeit der Hilfeleistung umso größer, je weniger Personen anwesend sind. Hilfe ist dann am größten, wenn nur eine Person präsent ist und das Opfer in der Lage ist, die Bitte um Hilfe zu personalisieren.

### Untersuchungen von Latané und Darley
Latané und Darley führten 1968 Experimente durch, um zu belegen, dass die Bereitschaft, Fremden in einer Notsituation zu helfen, stark von den Eigenschaften der Situation abhängt. Die Teilnehmer, männliche Studenten, saßen in Einzelkabinen und kommunizierten per Gegensprechanlage mit einem oder mehreren Studenten, vermeintlich jeweils in eigenen Kabinen. Tatsächlich gab es nur einen „echten“ Teilnehmer, die anderen waren auf Band aufgenommene Eingeweihte. Während der Diskussion hörte der Versuchsteilnehmer, dass ein Gesprächspartner einen epileptischen Anfall hatte, um Hilfe rief, nach Luft schnappte und dann still war. Es stellte sich heraus, dass die Wahrscheinlichkeit des Eingreifens von der Anzahl der Beteiligten abhing. Wenn vermeintlich mehrere Mitmenschen anwesend waren, haben weniger Versuchspersonen den Notfall gemeldet. Glaubten die Versuchspersonen, die einzigen Helfer zu sein, holten sie ohne Ausnahme Hilfe herbei, aber 40 % derjenigen, die glaubten, Teil einer fünfköpfigen Gruppe zu sein, verständigten den Versuchsleiter gar nicht (s. Zuschauereffekt).
Bei einem Experiment im Jahr 1970 sollten Studenten in einem Raum Formulare ausfüllen. Währenddessen schrie eine Person in einem mit einem Vorhang abgetrennten Nebenzimmer wegen eines angeblich verletzten Fußes. War die Versuchsperson allein im Zimmer, versuchten 70 % der Probanden, dem Opfer sofort zu helfen. Wenn ein ungerührter Dritter mit dem Probanden zusammen im Zimmer war, sank die Hilfsbereitschaft erheblich, dann halfen lediglich 7 % (s. Pluralistische Ignoranz).

### U-Bahn-Experimente und Genovese-Syndrom
Latané und Darley merken an, dass die Nachbarn von Frau Genovese zwar in ihren Wohnungen allein waren, dass sie sich aber sicher alle der Tatsache bewusst waren, dass auch viele andere Menschen die Schreie hören konnten. Da sie sich demnach als Teil einer größeren Gruppe fühlen konnten (vergleichbar mit dem Experiment von Latané und Darley 1968), spürte keiner der Nachbarn die volle Last der Verantwortung. Die Erklärung scheint zunächst unvereinbar mit den Ergebnissen der U-Bahn-Experimente von Piliavin et al. Bei diesen Experimenten saßen durchschnittlich mehr als acht andere Fahrgäste in dem Waggonteil, in dem das Opfer zusammenbrach. Und doch gab es in fast allen Fällen, in denen das Opfer die Krücke trug, zumindest eine Person, die sofort Hilfe leistete. Piliavin et al. stellten außerdem fest, dass die Hilfsbereitschaft nicht abnahm, wenn die Zahl der Anwesenden stieg. Die Erklärung mit Hilfe des sinkenden Verantwortungsgefühls scheint hier nicht zu stimmen.
Wie lassen sich aber die Befunde von Piliavin et al. mit dem Verhalten von Kitty Genoveses Nachbarn in Einklang bringen? Die meisten von ihnen müssen gewusst haben, dass auch viele andere ihre Schreie hören konnten. Was sie von den U-Bahn-Reisenden unterscheidet, ist, dass keiner der Nachbarn wissen konnte, dass kein anderer Hilfe leistet. Wenn in der U-Bahn keiner der Anwesenden eingegriffen hätte, hätte jeder unmittelbar gewusst, dass das Opfer noch immer in Not war. Kitty Genoveses Nachbarn dagegen konnten nicht wissen, dass keiner der anderen den einfachen, naheliegenden Schritt getan und die Polizei gerufen hatte.
Es gibt zwischen den Situationen, denen die Probanden bei Piliavin et al. und bei Latané und Darley (1970) gegenüberstanden, einen weiteren Unterschied. Bei ersteren hatte jeder Proband guten Grund anzunehmen, dass den anderen Personen in dem U-Bahn-Waggon das Opfer ebenso fremd war wie ihm selbst. Bei Latané und Darley dagegen könnten die Probanden geglaubt haben, der ungerührte Dritte gehöre zum Büro oder sei jemand, der das Opfer kannte. Sie können daher angenommen haben, dass die Person einen Grund hatte, nicht einzugreifen.